# Detektor anomalii magnetycznych

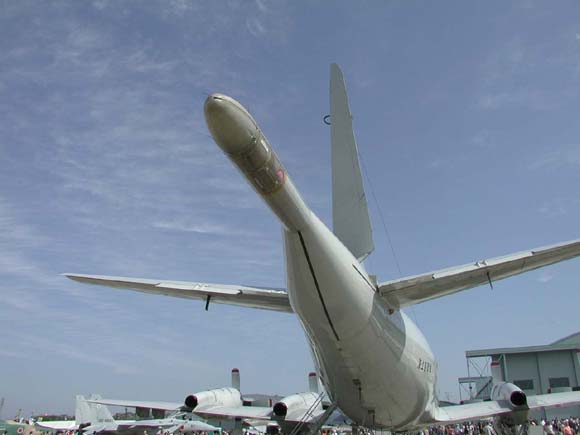
Detektor anomalii na P-3C

Detektor anomalii magnetycznych (MAD, ang. Magnetic Anomaly Detector) – urządzenie pozwalające na rejestrację chwilowych, a w wyniku ruchu miejsc, zmian natężenia pola magnetycznego Ziemi. Pozwala na wykrycie dużych skupisk metalu – takich jak okrętów podwodnych lub zatopione wraki statków. Urządzenia używa się też do wykrywania skupisk minerałów, które zakłócają normalne pole magnetyczne planety.